# Kadervorkurs
Als Kadervorkurs (KVK) wird die Vorbereitung der Kaderleute des Schweizer Milizheers auf einen Dienst bezeichnet. Kommandant, Offiziere und Unteroffiziere rücken dabei vor der Truppe in den sogenannten Wiederholungskurs (WK) der Schweizer Armee ein.
Der Kadervorkurs dauert bis zu einer Woche und findet unmittelbar vor einem Wiederholungskurs statt. Angehörige der Schweizer Armee (genannt AdA) müssen nach der Rekrutenschule Wiederholungskurse absolvieren, bis die zu leistende Anzahl Diensttage erreicht ist. Der Wiederholungskurs findet einmal pro Kalenderjahr statt und dauert für die meisten Truppen drei Wochen. Somit dauert der Militäreinsatz für die Mannschaft (Soldaten, Gefreite) drei Wochen pro Kalenderjahr und für die vorher genannten Kaderleute vier Wochen.
Während des Kadervorkurses werden Material gefasst und Unterkünfte bezogen, die Fahrer machen Fahrwiederholkurse und das Kader kann sich auf den Wiederholungskurs und allenfalls neue Geräte vorbereiten. Meist werden auch einige Soldaten (Fahrer, Köche, Büroordonnanzen, Betriebssoldaten, Spezialisten etc.) zur Unterstützung als Hilfspersonal aufgeboten.